# When We Were Young (bài hát của Adele)
"When We Were Young" là một bài hát của nghệ sĩ thu âm người Anh Adele, phát hành ngày 22 tháng 1 năm 2016 bởi XL Recordings như là đĩa đơn thứ hai trích từ album phòng thu thứ ba của cô, 25 (2015). Bài hát được viết bởi Tobias Jesso Jr., trong khi phần sản xuất được đảm nhiệm bởi Ariel Rechtshaid. "When We Were Young" là một bản soul ballad, với nội dung nói về việc hồi tưởng lại những ký ức đẹp trong quá khứ với một người thân yêu. Sau khi phát hành, nó rất được nhiều lời khen ngợi từ các nhà phê bình âm nhạc, trong đó họ đánh giá cao phần ca từ của bài hát và giọng hát của Adele.
Trước khi phát hành làm đĩa đơn, "When We Were Young" đã đạt được hơn 150.000 lượt tải nhạc số tại Hoa Kỳ. Nó đã lọt vào top 10 trên các bảng xếp hạng đĩa đơn tại Bỉ, Canada, Cộng hòa Séc, Phần Lan, Bồ Đào Nha, Scotland, Slovakia, Nam Phi, Thụy Sĩ và Vương quốc Anh. Không có một video ca nhạc chính thức nào được phát hành cho bài hát, mặc dù một video ghi hình Adele biểu diễn bài hát này tại The Church Studios đã được phát hành trên Vevo. Để quảng bá cho bài hát, Adele đã trình diễn nó trên chương trình đặc biệt một giờ trên BBC mang tên Adele at the BBC, Saturday Night Live và Adele Live in New York City.

## Sáng tác và cảm hứng
Trong một cuộc phỏng vấn với SiriusXM, Adele nói rằng bài hát "dựa trên việc chúng ta trở nên già đi, và tiệc tùng trong ngôi nhà này, và nhìn thấy những người từng có mối bất hòa với bạn, những người mà bạn đã yêu thương, những người bạn chưa từng yêu. Đại khái là vậy, là những lúc bạn không có thời gian để xuất hiện trong cuộc sống của những người khác. Và bạn hoàn toàn bị cuốn đi cùng bữa tiệc này khi bạn 50 tuổi, và việc này chẳng hề hấn gì, và bạn rất vui và bạn cảm thấy mình trở lại năm 15 tuổi. Nên đó thật sự chính là sự rung động của chúng." Khi được Nick Grimshaw phỏng vấn trên kênh BBC Radio 1, về việc phát hành đĩa đơn trước đó của cô "Hello", Adele cho biết "When We Were Young" là bài hát mà cô yêu thích trong album 25.
"When We Were Young" là một bản nhạc soul có nhịp trong khóa Mi giáng trưởng với nhịp độ khá chậm, 72 nhịp trên phút. Trình tự hợp âm trong ca khúc là Cm–E♭/G–A♭–E♭/G–Fm7–E♭, và quãng giọng của Adele trải dài 2 quãng tám, từ nốt E♭3 đến nốt E♭5.

## Tiếp nhận phê bình
Ca khúc nhận được phần lớn những lời tán dương từ các nhà phê bình. Pitchfork gọi nó là "Bài hát mới xuất sắc nhất" và khen ngợi phần giọng hát của Adele trong ca khúc và cách mà cô "có khả năng biến những xúc cảm ủy mị thành nghệ thuật tuyệt vời". Viết cho Inquirer.net, Joseph R. Atilano khẳng định rằng "một đĩa đơn như vậy, hơn nữa còn chứng tỏ sự thông minh trong lời ca của một nhà soạn nhạc, đồng thời cũng là một trong số những ca sĩ chân thật nhất còn tồn tại ngày nay". Tạp chí Time xếp "When We Were Young" ở vị trí thứ tư trong danh sách các bài hát hay nhất năm 2015.

## Biểu diễn trực tiếp
Adele biểu diễn trực tiếp ca khúc lần đầu trong Adele at the BBC, chương trình được ghi hình tại The London Studios vào ngày 2 tháng 11 năm 2015 và phát sóng trên kênh BBC One ngày 20 tháng 11. Cô cũng biểu diễn ca khúc trong chương trình Saturday Night Live vào ngày 22 tháng 11. Bài hát cũng được trình diễn trong Adele Live in New York City, chương trình được ghi hình như một đêm diễn duy nhất tại nhà hát Radio City Music Hall ngày 17 tháng 11 và lên sóng trên kênh NBC vào ngày 14 tháng 12. Bài hát một lần nữa được Adele trình diễn tại phần hạ màn lễ trao giải Brit diễn ra ngày 24 tháng 2 năm 2016 ở Luân Đôn.
Một phiên bản khác của bài hát được ghi hình trực tiếp tại The Church Studios, phòng thu nơi đã thu âm phần lớn các ca khúc trong 25, và ra mắt thông qua Vevo.

## Danh sách bài hát
Tải kỹ thuật số
1. "When We Were Young" – 4:50

EP remixes nhạc số
1. "When We Were Young" (Strobe Remix) – 5:06
2. "When We Were Young" (KlubKidz Remix) – 5:14

## Xếp hạng
| Bảng xếp hạng (2015–16)                | Vị trí cao nhất |
| -------------------------------------- | --------------- |
| Úc (ARIA)                              | 13              |
| Áo (Ö3 Austria Top 40)                 | 11              |
| Bỉ (Ultratop 50 Flanders)              | 6               |
| Bỉ (Ultratop 50 Wallonia)              | 22              |
| Canada (Canadian Hot 100)              | 9               |
| Canada AC (Billboard)                  | 1               |
| Canada CHR/Top 40 (Billboard)          | 24              |
| Canada Hot AC (Billboard)              | 2               |
| Cộng hòa Séc (Rádio Top 100)           | 6               |
| Cộng hòa Séc (Singles Digitál Top 100) | 26              |
| Đan Mạch (Tracklisten)                 | 27              |
| Euro Digital Songs (Billboard)         | 7               |
| Phần Lan (Suomen virallinen lista)     | 3               |
| Pháp (SNEP)                            | 15              |
| Đức (GfK)                              | 29              |
| Germany (Airplay Chart)                | 2               |
| Hungary (Rádiós Top 40)                | 11              |
| Hungary (Single Top 40)                | 11              |
| Ireland (IRMA)                         | 12              |
| Italy (FIMI)                           | 56              |
| Mexico Airplay (Billboard)             | 40              |
| Hà Lan (Dutch Top 40)                  | 14              |
| Hà Lan (Single Top 100)                | 24              |
| New Zealand (Recorded Music NZ)        | 23              |
| Na Uy (VG-lista)                       | 23              |
| Ba Lan (Polish Airplay Top 100)        | 16              |
| Bồ Đào Nha (AFP)                       | 10              |
| Scotland (OCC)                         | 3               |
| Slovakia (Rádio Top 100)               | 3               |
| Slovakia (Singles Digitál Top 100)     | 24              |
| Nam Phi (EMA)                          | 8               |
| Tây Ban Nha (PROMUSICAE)               | 12              |
| Thụy Điển (Sverigetopplistan)          | 16              |
| Thụy Sĩ (Schweizer Hitparade)          | 5               |
| Anh Quốc (OCC)                         | 9               |
| Anh Quốc Indie (OCC)                   | 1               |
| Hoa Kỳ Billboard Hot 100               | 14              |
| Hoa Kỳ Adult Contemporary (Billboard)  | 6               |
| Hoa Kỳ Adult Pop Airplay (Billboard)   | 3               |
| Hoa Kỳ Dance Club Songs (Billboard)    | 1               |
| Hoa Kỳ Pop Airplay (Billboard)         | 13              |
| Hoa Kỳ Rock Airplay (Billboard)        | 46              |

| Bảng xếp hạng (2016)                 | Vị trí |
| ------------------------------------ | ------ |
| Belgium (Ultratop Flanders)          | 52     |
| Canada (Canadian Hot 100)            | 73     |
| Denmark (Tracklisten)                | 81     |
| Netherlands (Single Top 100)         | 87     |
| UK Singles (Official Charts Company) | 58     |
| US Billboard Hot 100                 | 83     |
| US Adult Contemporary (Billboard)    | 16     |
| US Adult Top 40 (Billboard)          | 20     |

## Chứng nhận
| Quốc gia | Chứng nhận | Số đơn vị/doanh số chứng nhận |
| --- | ---------- | ----------------------------- |
| Úc (ARIA) | Bạch kim   | 70.000‡                       |
| Bỉ (BEA) | Vàng       | 10.000‡                       |
| Canada (Music Canada) | Bạch kim   | 80.000*                       |
| Đan Mạch (IFPI Đan Mạch) | Vàng       | 30,000^                       |
| Ý (FIMI) | Vàng       | 25.000‡                       |
| New Zealand (RMNZ) | Bạch kim   | 15.000*                       |
| Thụy Điển (GLF) | Bạch kim   | 20.000‡                       |
| Anh Quốc (BPI) | Vàng       | 400,000‡                      |
| Hoa Kỳ (RIAA) | Bạch kim   | 1,000,000‡                    |
| * Chứng nhận dựa theo doanh số tiêu thụ. ^ Chứng nhận dựa theo doanh số nhập hàng. ‡ Chứng nhận dựa theo doanh số tiêu thụ và phát trực tuyến. |            |                               |

## Lịch sử phát hành
| Khu vực  | Ngày                | Định dạng        | Hãng đĩa |
| -------- | ------------------- | ---------------- | -------- |
| Ý        | 22 tháng 1 năm 2016 | Mainstream radio | XL       |
| Úc       | 5 tháng 2 năm 2016  | Tải kỹ thuật số  | XL       |
| Toàn cầu | 5 tháng 2 năm 2016  | Tải kỹ thuật số  | XL       |